# Sigurd Kristensen
Sigurd Kristensen (* 28. März 1963 in Brande, Midtjylland) ist ein ehemaliger dänischer Fußball- und Futsalspieler. Während seiner Laufbahn stand der Mittelfeldspieler unter anderem beim Ikast FS und dem SK Sturm Graz unter Vertrag.

## Karriere

### Sportliche Laufbahn
Sigurd Kristensen spielte in der Jugend beim Brande IF in seiner Heimatstadt. 1982 wechselte er zum Ikast FS, bei dem er die nächsten acht Jahre verbrachte und die Professionalisierung des dänischen Fußballs miterlebte. 1987 wurde der Mittelfeldspieler und Libero mit dem Verein dänischer Vizemeister, ein Jahr später gewann er nach Siegen gegen Sturm Graz, Beitar Jerusalem und Shimshon Tel Aviv den Intertoto-Cup. Daneben nahm er 1989 mit der dänischen Nationalmannschaft an der ersten Futsal-Weltmeisterschaft in den Niederlanden teil, kam dort aber nach Partien gegen den Gastgeber, Paraguay und Algerien nicht über die Vorrunde hinaus.
Im Sommer 1990 unterschrieb der ehemalige U21-Nationalspieler einen Vertrag bei Sturm Graz in Österreich. In seiner ersten Saison erzielte Kristensen zehn Treffer für die Steirer, in der zwölften Runde gegen den SK Vorwärts Steyr und in der 21. Runde gegen den First Vienna FC gelang ihm jeweils ein Doppelpack. Im Meister-Playoff belegte er mit Sturm Platz drei und qualifizierte sich damit für den UEFA-Pokal. Nach einer weiteren Saison in Graz wechselte er zum in die 2. Division aufgestiegenen FC Puch, bei dem er wiederum zwei Jahre spielte.

### Weitere Karriere
Kristensen ist ausgebildeter Zimmermann und übte diesen Beruf während der ersten Jahre seiner fußballerischen Laufbahn auch aus. Nach seiner aktiven Zeit in Österreich kehrte er als Spielertrainer zu seinem Jugendverein Brande IF zurück. Danach betreute er bis 1998 die zweite Mannschaft von Ikast und als Co-Trainer die Divisionsmannschaft. Später arbeitete er in seiner Heimatstadt für Siemens und wieder als Zimmermann. 2011 übernahm er die Leitung der städtischen Sporthalle.
Sigurd Kristensen hat mit seiner Frau Anja drei Söhne. Sein Neffe Rasmus Kristensen ist ebenfalls Fußballer und spielte von 2019 und 2022 für den FC Red Bull Salzburg. 

## Erfolge
- Dänischer Vizemeister 1987
- UEFA-Intertoto-Cup-Sieger 1988